# Hilary Hemingway
Hilary Hemingway (* 1961) je americká spisovatelka a manželka Jeffa Lindsaye (také spisovatele, který je známý především kvůli napsání série knih o Dexteru Morganovi). Její matka Leicester Hemingway je sestra Ernesta Hemingwaye. Ernest byl tedy Hilaryn strýc.
Hilary je oceněnou scenáristkou, která pracovala pro studia jako Warner Bros nebo Paramount Pictures. V letech 1995, 1997, 2000 a 2003 také napsala celkem 4 knihy.